# ساندرا اچوریا
ساندرا اچوریا گامبوئا (به انگلیسی: Sandra Echeverria Gamboa) که معمولاً با نام ساندرا اچوریا شناخته می‌شود، یک بازیگر، خواننده، مدل مکزیکی است. وی در بازی در سریال همسان که از شبکهٔ فارسی۱ پخش می‌شد، در ایران شناخته شد.

## زندگی و حرفه
ساندرا اچوریا در مکزیکوسیتی، پایتخت کشور مکزیک زاده شد و پدر و مادرش مکزیکی هستند. هنگامی که ساندرا یازده ساله بود، پدر و مادرش از هم طلاق گرفتند. او یک خواهر بزرگ تر به نام ماریانا دارد که در سال ۱۹۸۳ زاده شده‌است.
در سال ۲۰۰۲، ساندرا همراه با باربارا موری و مایکل براون در سریال سکته قلبی در نقش ماریانا ظاهر شد.
در سال ۲۰۰۶، او در تلموندو مقابل موریسیو اوچمن ایفای نقش کرد.
در سال ۲۰۰۸، او در نقش دوست دختر ستارهٔ دبیرستان موزیکال، یعنی بوردن بلو ظاهر شد. او هم چنین در "ال دیاز" با ستاره‌ای دیگر به نام آلفونسو هررا ایفای نقش کرد. داستان این فیلم دربارهٔ فوتبال بود که برای اولین بار در سال ۲۰۱۰ هم زمان با بازی‌های جام جهانی فوتبال ۲۰۱۰ آفریقای جنوبی پخش شد.
او هم چنین در سریال همسان نقش مقابل موریسیو اوچمن را ایفا کرد که این سریال سرمایه گذاری گلوبو و تلموندو بود.
در سال ۲۰۱۱، او منجر به یک فیلم علمی_تخیلی در مکزیک به نام ۲۰۳۳ شد.
در سال ۲۰۱۱، او در لافورزا با ستاره‌ای به نام دیوید زپدا برای شرکت تلویزا بازی کرد که این شرکت تحت مالکیت تلموندو است.
در سال ۲۰۱۱، او در "کارتل ال د لس ساپوس" در نقش الینا ظاهر شد و با ستارگانی هم چون مانولو کاردونا، پدرو آرمنداریز جونیورز، سائول لیسازو هم بازی شد.
در سال ۲۰۱۲، یا در حال حاضر او از بازیگران تحت استودیوی تلموندو است و با گابریل کورونل بازی می‌کند.
در سال ۲۰۱۲، او در یک فیلم کمدی در شمال غربی ایتالیا به عنوان همسر ستاره‌ای به نام میگل ارنستو در فلاش بک بازی کرد.
در سال ۲۰۰۸، او قرار بود که در سریال تاوان، نقش مقابل احتمالاً یا ماریو سیمارو یا گابریل پوراس را ایفا کند که دانا گارسیا جایگزین او شد و با ماریو سیمارو این سریال را بازی کردند.

### زندگی شخصی
در سال ۲۰۰۸، ساندرا اچوریا با یک بازیگر مکزیکی به نام دمیان بیچیر رابطه داشت. ساندرا در سال ۲۰۰۹، رابطهٔ خود را با یک مورخ نوازنده به نام ریلی باربا آغاز کرد و در سال ۲۰۱۱، رابطهٔ آن‌ها به پایان رسید. سرانجام ساندرا با خواننده‌ای مکزیکی به نام لئوناردو د لوزان ازدواج کرد.

### حرفهٔ خوانندگی
ساندرا اچوریا هنگامی که ۱۴ ساله بود، عضو گروه "پرفایلز" شد که این گروه بعدها به "کروش" تغییر نام داد. او با استفاده از این گروه دو آلبوم ضبط کرد و ۲۰۰ کنسرت انجام داد. در سال ۲۰۱۱، او آلبوم تکنوازی به نام "لافورزا دل دستینو" را با مارک آنتونی برجسته اجرا کرد.
ساندرا اچوریا در موزیک ویدئوی خوانندهٔ اسپانیایی، انریکه ایگلسیاس به همراهی مارکو آنتونیو سالیس به نام بازنده (به اسپانیایی : El Perdedor) نقش ایفا کرده‌است.

## فیلم شناسی

### فیلم
| سال  | فیلم                          | نقش       |
| ---- | ----------------------------- | --------- |
| ۲۰۱۲ | وحشیان                        | ماگدا     |
| ۲۰۱۰ | ده دیای ده نوچ                | ارورا     |
| ۲۰۰۹ | ۲۰۳۳                          | لوسیا     |
| ۲۰۰۹ | کوندونس. کام                  | ساندی     |
| ۲۰۰۸ | سبک رایگان (انگلیسی)          | الکس      |
| ۲۰۰۸ | دو خنجر (انگلیسی - اسپانیایی) | کارمن     |
| ۲۰۰۷ | دیوانه                        | سولترای   |
| ۲۰۰۶ | آنی الکی هفت (انگلیسی)        | آنا ماریا |
| ۲۰۰۶ | انردوس د آمور                 |           |

### سریال
| سال         | سریال              | شرکت تولیدی | نقش                    |
| ----------- | ------------------ | ----------- | ---------------------- |
| ۲۰۱۲        | رلاسیونز پلیگروساس | تلموندو     | میراندا کروز           |
| ۲۰۱۱        | لافورزا دل دستینو  | تلویزا      | لوسیا لوملی کوریل      |
| ۲۰۱۰        | همسان              | تلموندو     | جید مباراک هاشم        |
| ۲۰۰۷ - ۲۰۰۶ | مارینا             | تلموندو     | مارینا هرناندز/آلارکون |
| ۲۰۰۴        | تقدیر              | تی وی آزتکا | استفانیی               |
| ۲۰۰۳ - ۲۰۰۲ | سکتهٔ قلبی          | تی وی آزتکا | ماریانا                |